# Saussay (Senna Marittima)
Saussay è un comune francese di 328 abitanti situato nel dipartimento della Senna Marittima nella regione della Normandia.

## Società

### Evoluzione demografica
Abitanti censiti